# Naučná stezka Brložsko
Naučná stezka Brložsko je osmikilometrový okruh pro pěší u obce Brloh v okresu Český Krumlov.

## Popis
Naučná stezka vznikla v roce 2001 i díky finančnímu přispění Phare CBC. Její náplň vytvořila Správa CHKO Blanský les ve spolupráci s obcí Brloh. Na trase v úhrnné délce 8 km je rozmístěno 16 číslovaných zastavení, z nich většina je zaměřena na přírodu a památky. Okruh je lemován řadou dřevěných soch, křížů, božích muk a výklenkových kaplí.
Okruh začíná v centru obce nedaleko autobusové zastávky a pokračuje podél proti proudu Křemžského potoka směrem na západ s pravidelnými zastávkami vzdálenými od sebe cca půl kilometru. První polovinu uzavírá osada Kuklov se zříceninou hradu Kuglvajt a nedostavěným klášterem pavlánů s kostelem sv. Ondřeje. Jméno svatého Ondřeje nese také nedaleké slovanské hradiště U Ondřeje, jehož archeologické stopy jsou evidovány v první polovině stezky. Druhé hradiště na NS Brložsko, objevené a prozkoumané až na začátku 21. století, se nachází na vrchu Stržíšek (708 m n. m.).
Trasu naučné stezky zakončuje zastavení u kostela svatého Šimona a Judy v Brlohu.

### Seznam zastavení
1. Obec Brloh
2. Křemžský potok
3. Břehové porosty, vlhké louky
4. Stojaté vody
5. Hradiště u Ondřeje
6. Dubová alej
7. Revitalizace Křemžské kotliny
8. Hrad Kuglveit
9. Klášter Kuklov
10. Kulturní krajina
11. Živočichové
12. Les
13. Hradiště na vrchu Stržíšek
14. Chráněná krajinná oblast Blanský les
15. Meze v krajině
16. Kostel sv. Apoštolů Šimona a Judy

## Galerie

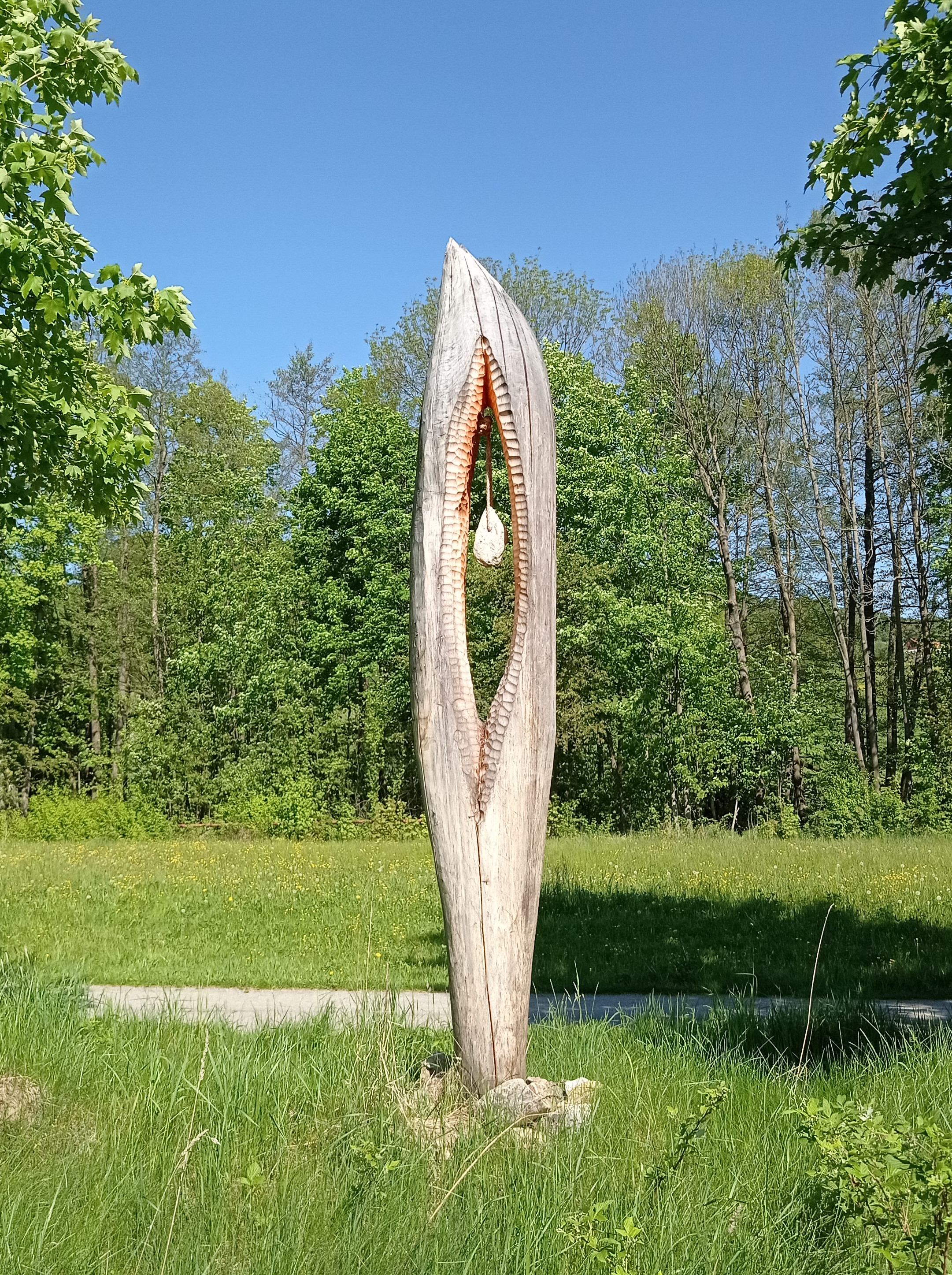
Socha u Křemžského potoka
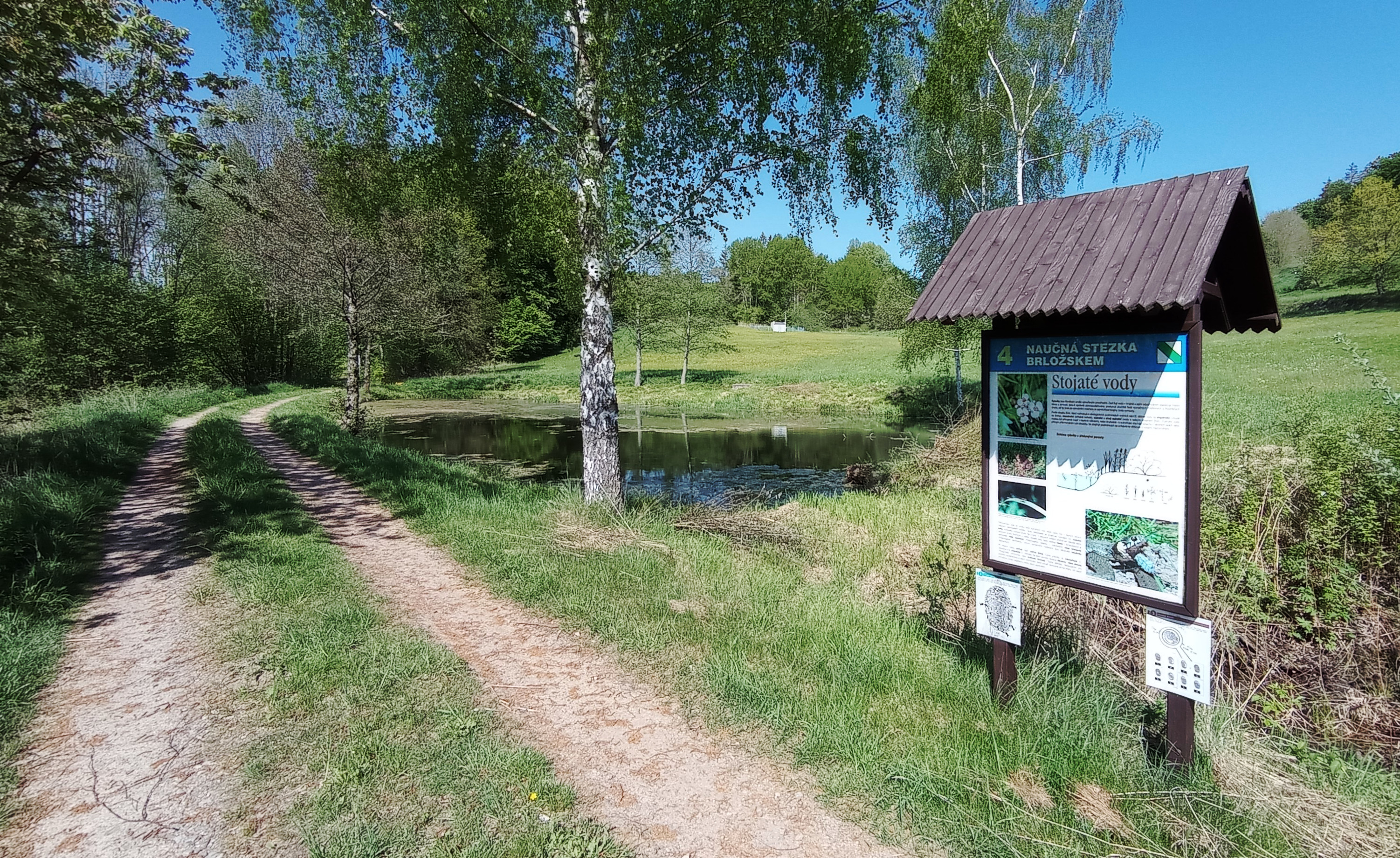
Informační tabule č. 4
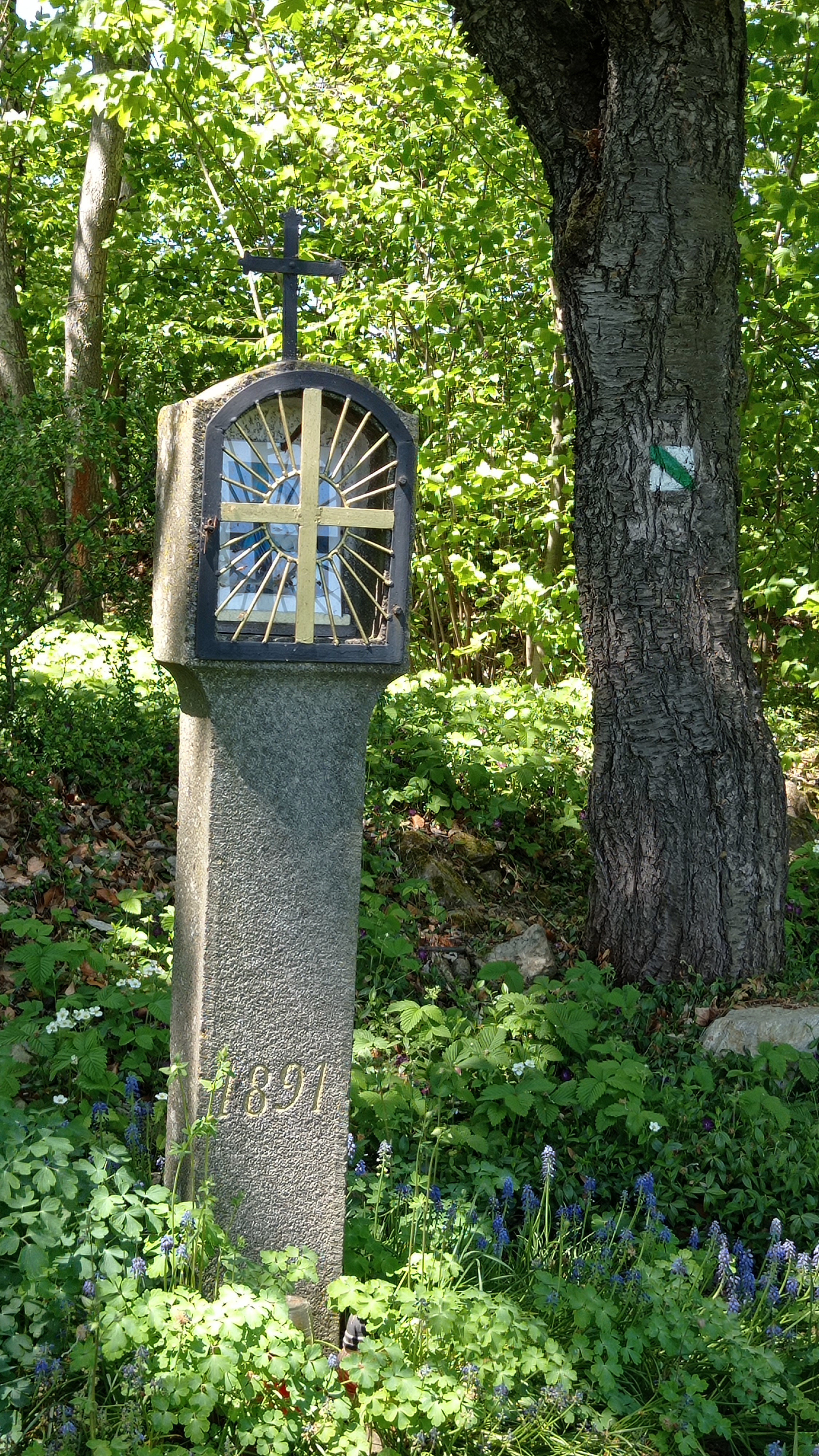
Boží muka s lucernou zdobenou pozlaceným křížem
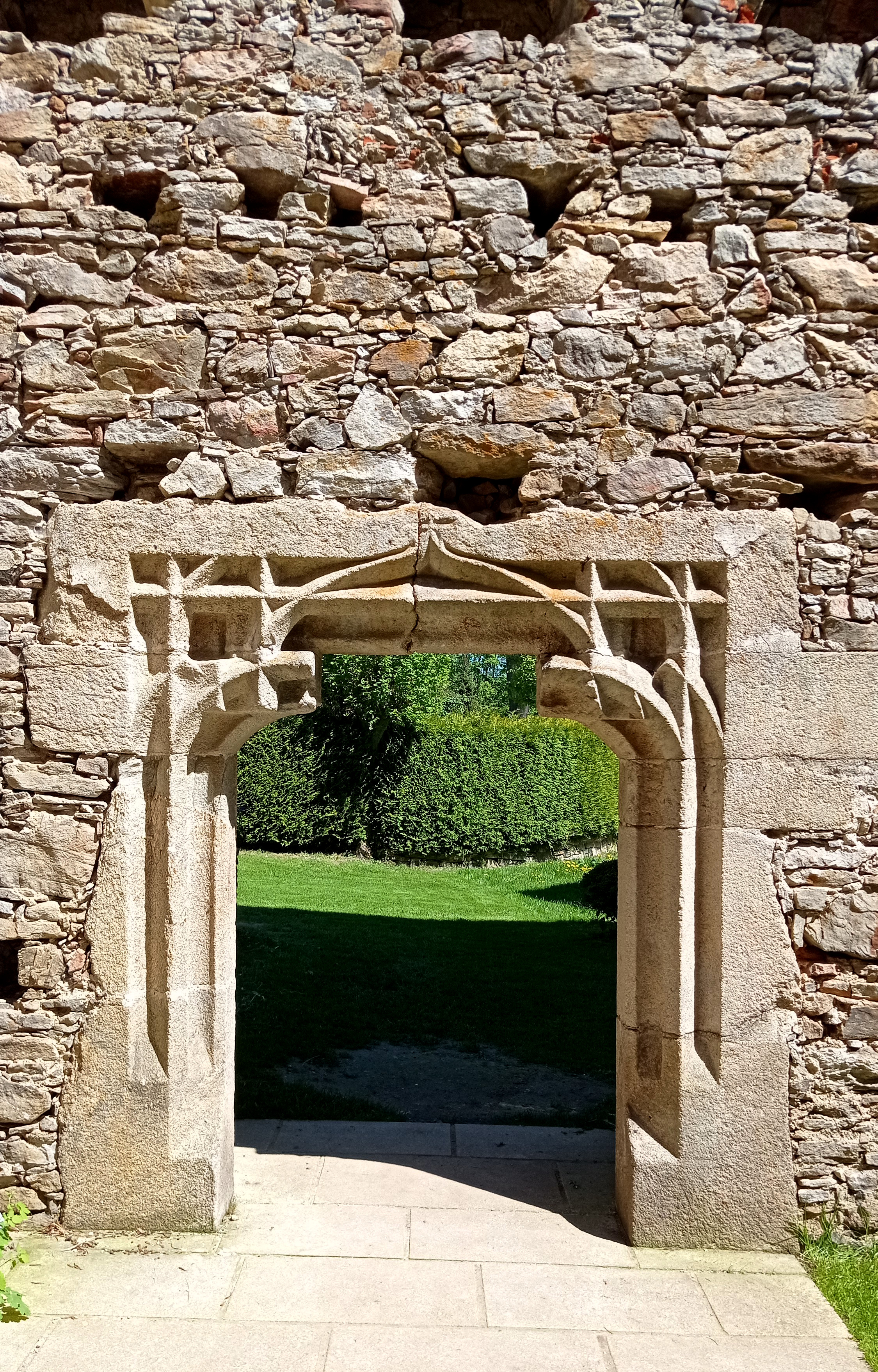
Brána kostela sv. Ondřeje
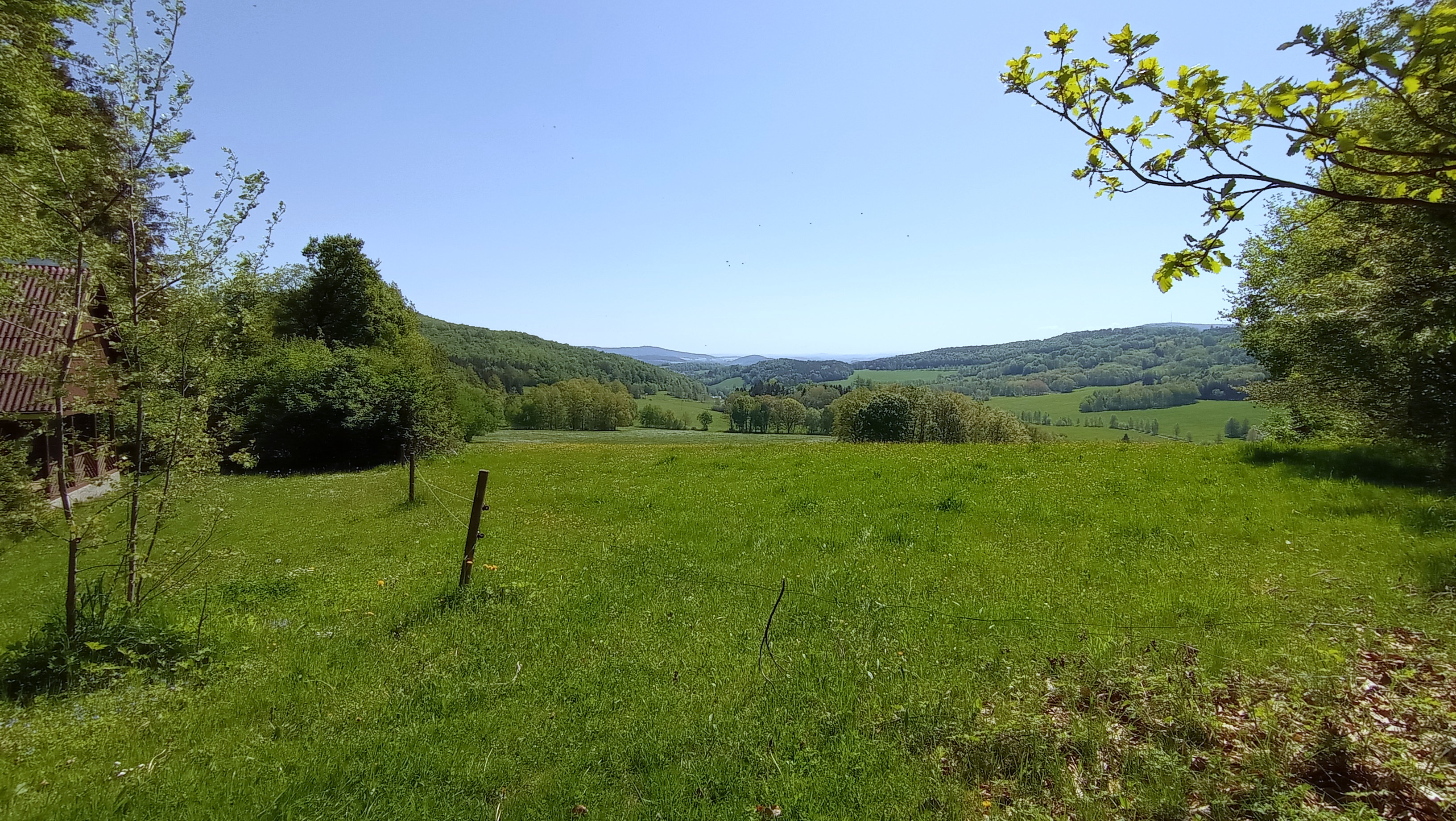
Výhled u Kuklova
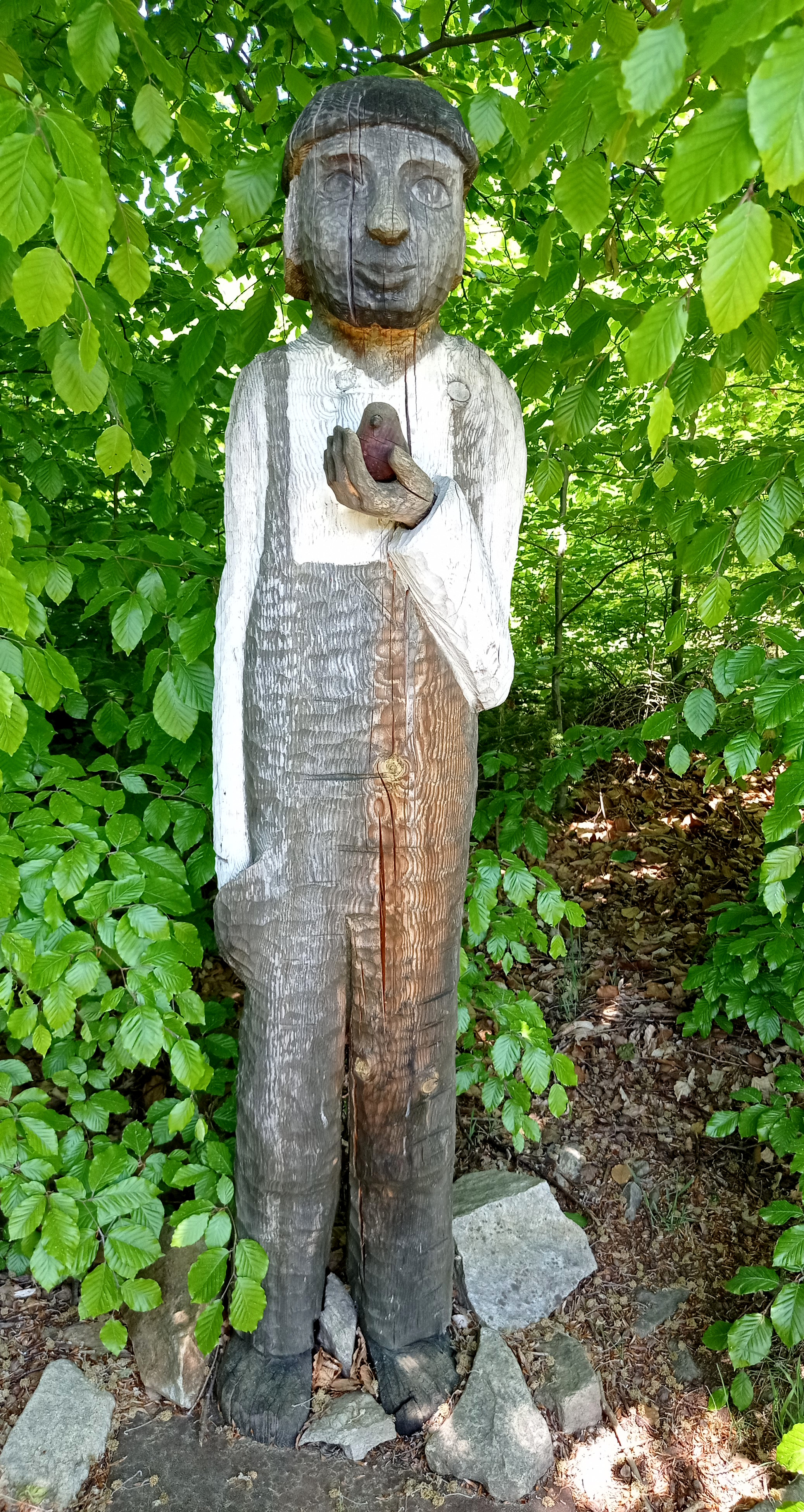
Socha severně od Kuklova